# عزلة جاذب (المهرة)

تعديل مصدري - تعديل

عزلة جاذب هي إحدى عزل مديرية حوف في محافظة المهرة اليمنية ويبلغ تعداد سكانها 4215 نسمة حسب التعداد السكاني في اليمن لعام 2004.

## روابط خارجية
- الجهاز المركزي للإحصاء بالجمهورية اليمنية
- المركز الوطني للمعلومات باليمن
- World Gazetteer:Yemen
- الدليل الشامل